# Danzas
Danzas war ein 1815 gegründeter Speditionskonzern. Das Schweizer Unternehmen mit Sitz in Basel und französischen Wurzeln wurde 1999 von der Deutschen Post übernommen. Diese führte Danzas bis 2006 als Marke weiter, ehe sie komplett in dem Tochterunternehmen DHL aufging.

## Geschichte

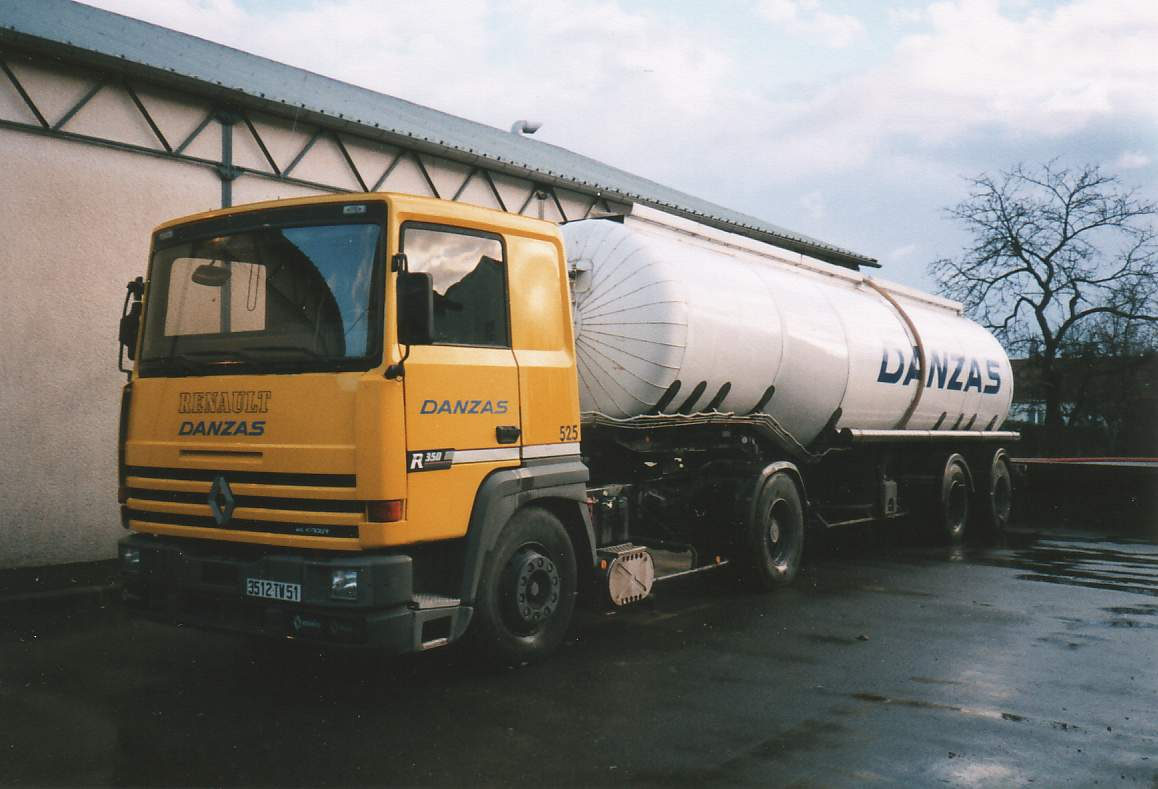
Renault-Sattelzug in der Aufmachung von Danzas

Nach der Schlacht von Waterloo 1815 trat der ehemalige französische Offizier Louis Danzas (ursprünglich d’Anzas) ins Unternehmen von Michel L'Evêque-Moll ein, das sich im Bereich der Zolldienstleistungen betätigte. Es hatte seinen Sitz im elsässischen Bourglibre – wie die Basler Nachbarsgemeinde Saint-Louis in der Revolutionszeit genannt wurde.
Das Unternehmen war bald auch im Speditionsgewerbe und als Agentur für Seeschifffahrtsgesellschaften tätig. Nach dem Deutsch-Französischen Krieg verlegte das Unternehmen seinen Firmensitz in die Schweiz und wurde weltweit als Schweizer Logistikunternehmen bekannt. 1878 wandelte es sich in Danzas & Cie. und zum 1. Januar 1903 in eine Aktiengesellschaft um. Seitdem erfolgten viele Filialgründungen in Frankreich, Italien und Deutschland.
In Deutschland war Danzas seit 1901 mit einer Abfertigungs- und Reexpeditionsstelle in Ludwigshafen präsent. 1919 wurde die Danzas GmbH mit Sitz im alliiert besetzten Mainz gegründet. Diese wurde nur ein Jahr später nach Mannheim verlegt und 1949 nach Frankfurt am Main. 1965 existierten 30 Filialen und Agenturen in Deutschland.
1999 erwarb die Deutsche Post die Aktienmehrheit an der börsennotierten Danzas Holding. Es erfolgte die Übernahme in den Postkonzern unter der Marke Deutsche Post World Net.
Im Zuge eines Re-Brandings wurden die drei Marken DHL, Deutsche Post EuroExpress und Danzas zu einer weltweit auftretenden Marke DHL zusammengefasst. Die Marke Danzas wurde bis Januar 2006 vor allem noch von der Luft- und Seefrachtsparte des Konzerns in der Kombination DHL Danzas Air & Ocean verwendet, die schließlich in DHL Global Forwarding umbenannt wurde.
Die historische Marke Danzas wurde nach der Umbenennung von DHL Danzas Air & Ocean nur noch von wenigen spezialisierten Einheiten des Postkonzerns benutzt: Danzas Messen GmbH und Danzas Lebensmittelverkehr GmbH. Inzwischen sind auch diese Einheiten umgewandelt in DHL Trade Fairs & Events (TFE) und DHL FoodServices.